# Cryptotendipes pseudotener
Cryptotendipes pseudotener är en tvåvingeart som beskrevs av Goethgebuer 1922. Cryptotendipes pseudotener ingår i släktet Cryptotendipes och familjen fjädermyggor. Inga underarter finns listade i Catalogue of Life.